# Mugilogobius fusculus
Mugilogobius fusculus är en fiskart som först beskrevs av Nichols, 1951.  Mugilogobius fusculus ingår i släktet Mugilogobius och familjen smörbultsfiskar. IUCN kategoriserar arten globalt som otillräckligt studerad. Inga underarter finns listade i Catalogue of Life.